# Journal of Indo-European Studies
Il Journal of Indo-European Studies (JIES), "Giornale di studi indoeuropei", è una rivista accademica in lingua inglese di studi indoeuropei, fondata nel 1973 da Roger Pearson e pubblica contributi di antropologia, archeologia, mitologia e linguistica riguardo alla storia culturale dei popoli parlanti lingue indoeuropee. La rivista ha cadenza trimestrale ed è diretta da J. P. Mallory della Queen's University Belfast.
Dal 2006 un archivio digitale completo della rivista è reso disponibile agli iscritti.